# Hinematioro
Hinematioro, oder auch Hine-matioro geschrieben, (* etwa 1750 im Nordosten der Nordinsel, Neuseeland; † 1823 vor Te Pourewa, Tolaga Bay, Nordostküste von Neuseeland) war eine Māori-Stammesführerin von hohem Ansehen an der Nordostküste der Nordinsel von Neuseeland.

## Leben
Hinematioro wurde in etwa um 1750 an der Nordostküste der Nordinsel als Tochter von Tānetokorangi (Vater) und Ngunguru-te-rangi (Mutter) geboren. Ihr Mana (spirituelle Kraft) und ihr Tapu (Sakrales) wurde ihr von ihrem Vater vererbt. Der Grund ihres hohen Ansehens bestand darin, dass alle Linien aristokratischer Abstammung in ihr zusammenliefen. Ihr hohes Ansehen bestand schon im ungefähren Alter von 19 Jahre, zu der Zeit, als der Seefahrer und Entdecker Kapitän James Cook die Küsten Neuseelands ein erstes Mal bereiste.
Hinematioro heiratete Te Hoatiki, den Enkel ihres Großonkels Te Rīwai. Anders als in der Kultur der Māori üblich, soll sich Hinematioro ihren Mann selbst ausgewählt haben. Aus der Verbindung gingen vier Töchter hervor, von denen zwei im frühen Kindesalter starben.
Hinematioro gehörte zum Iwi der Ngāti Kahungunu und wurde Stammesführerin der Te Aitanga-a-Hauiti. Sie lebte vorwiegend in Ūawa an der Tolaga Bay und besaß einen Zufluchtsort auf der Insel Te Pourewa, heute Pourewa Island genannt. Ihr spiritueller Einfluss reichte über ihre Anführerschaft der Te Aitanga-a-Hauiti hinaus von der Tūranganui-a-Kiwa / Poverty Bay weiter südlich, bis zur Hicks Bay an der nördlichen Küste des nordöstlichen Teils der Nordinsel.
Der Missionar Thomas Kendall, der die Sprache der Māori studiert und zeitweise in der Bay of Islands weilte, informierte im Jahr 1815 das Hauptquartier der Church Missionary Society in London darüber, dass Hinematioro eine Königin eines großen Bereichs an der Ostküste der Nordinsel sei. Ähnlich hatte sich auch der Missionar Samuel Marsden aus New South Wales über sie geäußert und in den Missionszeitschriften jener Tage fand Hinematioro häufig Erwähnung. Hinematioro wurde als sehr schöne Frau bezeichnet, die für ihre Freundlichkeit, Gastfreundschaft und gute Verwaltung ihres Stammesbereichs bekannt war.
1823 fiel Te Wera Hauraki der Ngāpuhi von der Ostküste aus in das Stammesgebiet der Te Aitanga-a-Hauiti ein. Hinematioro hatte sich mit ihren Leuten in das Pā auf die Insel Te Pourewa zurückgezogen. Doch als das Dort nicht mehr zu halten war, half man Hinematioro und ihrem Enkel Te Hēmanawa die Klippen der Insel hinunter in ein Kanu, um fliehen zu können. Das Boot kenterte und beide ertranken. Ihr Leichnam wurde an den Strand gespült und soll auf der Insel Whangara Island beerdigt worden sein.

## Hinematioros Poupou

Poupou (Wandpaneel) vom Stamm der Te Aitanga-a-Hauiti

Im Oktober 2019 wurde die Poupou (Wandpaneel), die Hinematioro Kapitän James Cook als Gastgeschenk überreicht hatte, vom Museum der Universität Tübingen dem Stamm der Te Aitanga-a-Hauiti in einem feierlichen Akt symbolisch zurückgegeben. Das von den Māori als Taonga verehrte Schnitzwerk fand seinen Weg von London aus, wo es Cook hin begleitet hatte, möglicherweise über Schweden in das Kunsthistorische Museum nach Wien und von dort aus im Jahr 1937 als Geschenk an das Museum der Universität Tübingen. Der damalige deutsche Botschafter in Neuseeland Stefan Krawielicki, der seit August 2019 als Diplomat vor Ort tätig war, hatte sich für die symbolische Übergabe eingesetzt und war während der Übergabezeremonie mit einer Ansprache vor Ort anwesend. Das Schnitzwerk wurde danach im Tairāwhiti Museum bis April 2020 ausgestellt und anschließend wieder nach Deutschland zurückgeschickt.

## Videos der Übergabezeremonie des Poupou
- Hinematioro pou returns to her ancestral home – teao – MāoriNews – 2:23 min – 23. Oktober 2019[5]
- Hinematioro Pou Pōhiri – YouTube – 9:07 min – 9. Februar 2020[6]